# 宮光真理子
宮光 真理子（みやみつ まりこ、8月21日 - ）は、日本の女優、モデル。シカゴ生まれ。血液型B型。父親がアメリカ人。

## 人物
- 特技はネイティブの英語、球体関節人形の製作、乗馬。
- アメリカの大学に17歳で飛び級し、ビジュアルアーツと言語学の2つの学士を取得。
- 小型セスナ免許所有。

## 出演

### テレビドラマ
- イヌゴエ 第三話（2006年、TVK）
- 月曜ゴールデン 狩矢警部シリーズ『燃えた花嫁』（2009年、TBS） - 近藤夏乃 役
- I Am the Night (2019年、Patty Jenkins監督）- Yuna 役

### その他のテレビ番組
- 私的チャイナビ（2006年12月2日、12月9日、12月16日、12月23日、TBS） - ナビゲーター

### 映画
- 妖怪奇談（2007年、亀井亨監督） - 山根美智子 役
- 夢十夜 海賊版 第一夜（2007年、桝本瑠璃監督）
- 黄色い涙（2007年、犬童一心監督）
- The Girl from Nagasaki（2013年、Michel Comte監督）

### 舞台
- 雪の女王（2005年:せたがや文化財団、シアタートラムほか、テレーサ・ルドヴィコ 演出） - ゲルダ 役
- サーカス物語（2005年:NPO法人アートネットワーク・ジャパン、にしすがも創造舎、倉迫康史 演出） - ヴィルマ 役
- 雪の女王 再演（2006年:せたがや文化財団、世田谷パブリックシアターほか、テレーサ・ルドヴィコ演出） - ゲルダ 役
- キキチガイ（2006年:Oi-Scale、シアタートラム、林灰二演出）
- 黒蜥蜴（2006年:TPT、ベニサンピット、デヴィッド・ルヴォー、門井均共同演出） - 岩瀬早苗 役
- エンジェルス・イン・アメリカ（2007年:TPT、ロバート・アラン・アッカーマン演出） - ハーパー・アマティ・ピット 役
- バーム・イン・ギリヤド（2008年:the company、ロバート・アラン・アッカーマン演出）
- 1945（2008年:the company、ロバート・アラン・アッカーマン演出） - ユキ 役
- ストーン婦人のローマの春（2009年:PARCO、ロバート・アラン・アッカーマン演出） - エンジェル・ハンター 役
- 見知らぬ乗客（2009年:東京グローブ座、ロバート・アラン・アッカーマン演出） - アン・フォークナー 役

### CM
- ららぽーと
- ワコール「Fit for My Life」
- iPhone
- Coca-Cola
- JCPenney
- Lincoln Motor Company

### PV
- レミオロメン「粉雪」